# 8911 Kawaguchijun
8911 Kawaguchijun eller 1995 YA är en asteroid i huvudbältet som upptäcktes den 17 december 1995 av den japanska astronomen Takao Kobayashi vid Ōizumi-observatoriet. Den är uppkallad efter Kawaguchi Jun'ichiro.
Asteroiden har en diameter på ungefär 15 kilometer.